# Lucia Ileana Pop
Lucia Ileana Pop (n. 26 mai 1977, Desești, Maramureș) este o jurnalistă, scriitoare și traducătoare română. Este colaboratoare a Institutului Limbii Române din București, profesoară de limba română în Lazio, Italia, în cadrul proiectului internațional Limbă, Cultură și Civilizație Românească.
Locuiește în Italia, la Ardea, și este căsătorită cu Antonio Zuffranieri din 2010.

## Educație
A învățat la Liceul Teoretic „Dragoș-Vodă” din Sighetu-Marmației, la profilul Filologie, între anii 1991-1995.
A urmat Facultatea de Litere cu specializarea Română-Etnologie (1997-2002) și master în Etnologie și Antropologie socială (2006-2008) la fosta Universitate de Nord din Baia Mare (azi UTCN, Centrul Universitar Nord din Baia Mare).
În Italia și-a continuat studiile la Facultatea de Științe ale Formării, cu specializarea în Stiințele Educației la Università Roma Tre din Roma (2009-2011), de unde a absolvit magna cum laude. Între 2020-2021 a urmat un curs de specializare în Didactica limbii italiene ca limbă străină sau limba a II-a la Università per Stranieri di Perugia, obținând Certificatul în Didactica Limbii Italiene ca Limbă Străină - DILS-PG de al doilea nivel.

## Activitate
Din 2001 a fost profesor titular de limba română în România, iar din 2014 este colaborator al Institutului Limbii Române din București și predă limba română la Roma și în Aprilia, în Italia, într-un proiect internațional (Limbă, Cultură și Civilizație Românească) dezvoltat în cadrul unui parteneriat între Ministerul Educației Naționale din România și ministere ale educației din state europene. Proiectul LCCR funcționează în Italia din anul școlar 2007-2008, ca urmare a semnării în data de 25 august 2007, la Rimini, a Declarației de Intenție a Ministrului Educației, Cercetării și Tineretului din România și a Ministrului Instrucțiunii Publice din Italia. Lucia Ileana Pop a fost repartizată în regiunea Lazio. Scopul activității sale este promovarea limbii române în afara granițelor.
A realizat un program cu patruzeci de lecții de limba română pentru televiziunea Romit TV din Roma („Ora deschisă”) în perioada iulie - noiembrie 2019.
Colaborează cu diferite publicații din Italia (FOLIVM, Fili d’aquillone, Lido dell’anima, Arte, Fare Voci), România (Orizonturi culturale italo-române/Orizzonti culturali italo-romeni, stiripesurse.ro, Graiul Maramureșului, Vatra veche, Cadran, Hyperion, eCreator, Ofranda literară) și Belgia (revista Timpul Belgia), în care publică articole, eseuri, poezii, recenzii de carte și traduceri în română și în italiană.
A participat la manifestarea literară „Versi italiani, sensibilità romena”, eveniment literar dedicat Zilei Culturii Naționale 2021 la Roma.
În luna august 2022 a prezentat prima ediție a evenimentului „Zilele Limbii Române în Italia”, o inițiativă a Asociației italo-române „Villaggio Romeno”, realizată în parteneriat cu Inspectoratul Școlar Județean Mureș și Cenaclul de la Roma.
A participat la maratonul poetic „Roma citește Eminescu...” din ianuarie 2023, organizat de Ambasada României în Italia, în parteneriat cu Ambasada Republicii Moldova, Conservatorul Santa Cecilia din Roma și Cenaclul Literar de la Roma.

## Creația literară
A publicat volumele de poezie în ediție bilingvă româno-italiană
- Scântei de suflet/Scintille dell’animo, Rediviva, Milano 2020 - ediție bilingvă,
- Umbre și lumini/Ombre e luci, Rediviva, Milano 2022 - ediție bilingvă;
- Jurnal de departe în timp de pandemie, Eikon, București 2021;
- Poezii vii pentru cei mai frumoși copii, Vatra veche, Târgu Mureș 2022.

A publicat două traduceri din română în italiană, două volume de poezie, Dopamină în alexandrini/Dopamina in alessandrini de Darie Ducan, Granchiofarfalla, Torino 2020 și Quarantena conquistata/Carantină câștigată de Daniela Marchetti, LiterPress Publishing, București 2021. A realizat traduceri ale lucrărilor poeților Silviu Sanie, Andy Ceaușu, Eliza Donzelli, Gheorghe Pârja, Anna Lombardo, Lucianna Argentino.
Apare în antologia Povești călătoare realizată de Ciprian Apetrei, în care sunt prezentate povestiri ale românilor care locuiesc în străinătate.
Este prezentă în volume colective, în italiană și în română.

### Volume colective
- Diario in coronavirus con grani di scrittura (Domenica di lettura 12 aprile 2020), FUIS
- Diario in coronavirus con grani di scrittura (Domenica di lettura 26 aprile 2020), FUIS
- Diario in coronavirus con grani di scrittura (Domenica di lettura 10 mai 2020), FUIS
- Diario in coronavirus con grani di scrittura (Domenica di lettura 12 aprile 2020), FUIS
- Repere de Istorie și Cultură Românească în Italia (ediția a V-a), Anuarul Rediviva, Milano 2020
- Antologia Emoții de vară, eCreator, Baia Mare (2021)
- Povești călătoare II
- Antologia concursului de poezie „Radu Cârneci”
- Antologia Festivalului „Palabra en el Mundo” de la Veneția „Quaderni della palabra 2022”
- Antologia Scrittori Romeni „Le voci dell’anima errante/Vocile sufletului rătăcitor”
- Povești călătoare III

### Reviste în care a publicat
- Fili d’aquilone (nr. 55)
- FOLIVM Miscellanea di Scienze Umane
- Lido dell’anima/ Lunca sufletului
- Orizzonti culturali italo-romeni/ Orizonturi culturale italo-române
- Arte
- eCreator
- Hyperion
- Fare Voci (2021)
- Vatra veche (2020)
- Cadran (2021)
- Ofranda literară (2022)
- Cronica satului Desești
- Revista Marmația Literară (Revista Festivalului Internațional de Poezie Sighetu Marmației 2021)
- Timpul Belgia
- Revista MarchettiArtGallery
- Nord Literar
- Il Convivio
- Cervantes
- portal.revistatimpul.ro - Blog-ul Luciei Ileana Pop

## Publicistică
În Graiul Maramureșului:
- Cum se vede Deseștiul de la Roma (2016)
- Identitate, comunitate și solidaritate (2018)
- Am sărbătorit Centenarul (2018)
- Dorul de țară (2019)
- Proverbele și relația etic-estetic la nivelul culturii tradiționale (2019)
- Concepția românului despre moarte (2020)
- Cum e să trăiești în Italia în aceste zile (2020)
- Gânduri de solidaritate (2020)
- Sfaturi în vreme de pandemie (2020)
- Redescoperirea timpului și a lucrurilor importante din viața noastră (2020)
- Suntem în război! (2020)
- Am încetat să fim sclavi ai timpului și patroni ai naturii (2020)
- Suferința satului românesc în vreme de pandemie (2020)
- Vremurile grele aduc solidaritate (2020)
- Avem oameni urâți, sau sistem de valori greșit în România? (2020)
- Suferința României prin ochii românilor plecați din țară (2020)
- Ziua Internațională a Păcii sărbătorită la Roma în prezența unei delegații din România - septembrie (2022)
- Iubim scrisul de mână – proiectul a ajuns la ediția a III-a – ianuarie (2023)

În știripesurse.ro:
- Suntem frunze purtate de vânt (2020)
- Vom ști să salvăm relațiile interumane? (2020)
- Avem nevoie de medici adevărați (2020)
- Medicii români vin să ajute Italia (2020)
- Puterea exemplului (2020)
- De ce creștinii nu pot sărbători împreună și în același timp marile sărbători (2020)
- În vremuri grele, comportamente pe măsură (2020)
- Suntem pregătiți să luăm Lumină (2020)
- Școala în timpul pandemiei (2020)
- Gânduri despre cuvinte (2020)
- Un gest emoționant (2020)
- Elevi ai cursului LCCR care studiază în Italia și Spania au demonstrat,alături de profesoarele lor, că iubesc scrisul de mână (2021)

- După un an, ne-am întors de unde am plecat?(2021)
- Educația în spiritul egalității de gen ȋn școli din Italia și Spania –împreună cu Ornella Ivan Basso (2021)
- Bucuria unor dascăli de Sfintele Paști (2021)

Se regăsește printre poeții incluși în Poetry Sound Library, un portal unde poeții își citesc propriile creații.

## Premii
Pentru volumul Scântei de suflet/Scintille dell’animo a primit Premiul Revistei Marmația Literară, revista Festivalului Internațional de Poezie de la Sighetu-Marmației, ediția XXXVIII-a.